# The Final Harvest
The Final Harvest war eine finnische Thrash- und Death-Metal-Band aus Lahti, die 2008 gegründet wurde und sich 2013 auflöste.

## Geschichte
Die Band wurde Anfang 2008 gegründet. Nach einem ersten Demo, das aus zwei Liedern besteht, unterzeichnete die Gruppe einen Plattenvertrag bei Stay Heavy Records. Im Sommer des Jahres nahm die Band an verschiedenen finnischen Festivals wie dem Nummirock oder der Afterparty des Tuska Open Air Metal Festivals teil. Im November erschien das Debütalbum The End in Skandinavien. Zudem wurde ein Musikvideo zum Song Bloodgood veröffentlicht. Anfang 2013 verkündete Tuomas Saukkonen das Ende von The Final Harvest, um sich auf seine neue Band Wolfheart konzentrieren zu können. In ihrer Karriere trat die Band unter anderem zusammen mit Destruction, Satyricon, In Flames, Torture Killer und Sotajumala auf.

## Stil
Laut Florian Krapp vom Metal Hammer ist auf The End moderner Thrash Metal zu hören, der sich an The Haunted und Dew-Scented orientiere. Die Lieder seien mit „knackigem Sound“ versehen und es „donnern tiefe Gitarrensalven, untermauert von stampfenden Beats, aus den Boxen“. Der Gesang falle jedoch recht monoton aus. Heiko von Metal.de rezensierte das Album ebenfalls und befand, dass die Band durch Death Metal beeinflussten Thrash Metal spielt, der dem von Legion of the Damned ähnele. Zudem verarbeite die Gruppe gelegentlich Elemente aus dem Hardcore Punk, was sich vor allem im Gesang bemerkbar mache. Dabei vermeide man es jedoch, in Metalcore-Bereiche abzurutschen. Die Songs seien zwar brutal und aggressiv, jedoch nicht sehr einprägsam.

## Diskografie
- 2008: Demo (Demo, Eigenveröffentlichung)
- 2009: The End (Album, Stay Heavy Records)